# الانیس
الانیس (به اسپانیایی: Alanís) یک شهرستان در اسپانیا است.